# Final Girl
Als Final Girl (so viel wie „letzte Überlebende“) oder auch Survivor Girl bezeichnet man die standardisierte, weibliche Heldenfigur in Horrorfilmen, insbesondere bei Slashern. Meist gelingt es der Heldin, den (mordenden) Gegner am Ende auszuschalten.
Der Begriff geht auf Carol J. Clovers Buch Men, Women and Chain Saws: Gender in the Modern Horror Film (1992) zurück, worin sie das Konzept auf Filme wie The Texas Chain Saw Massacre und Halloween überträgt.

## Besonderheiten
Das Final Girl überlebt die Filmhandlung in der Regel bis zum Finale und konfrontiert den Killer, wobei sie ihn entweder selbst außer Gefecht setzen kann oder sich im letzten Moment retten lässt. Gemäß den Genrekonventionen ist das Final Girl pflichtbewusst, sexuell enthaltsam und verhält sich moralisch einwandfrei, z. B. durch den Verzicht auf Alkohol und sonstige Drogen. Mehrteilige Filmreihen greifen mitunter zu Tricks, um es ihrer Heldin zu ermöglichen, in den Fortsetzungen wieder antreten zu können.
Eine weitere Eigenschaft klassischer Final Girls besteht darin, dass sie zunächst eher unscheinbar sind und sich im Laufe der Handlung weiterentwickeln und so zur Heldin und ultimativen Widersacherin ihrer mordenden Gegner werden, indem sie über sich hinaus wachsen.
Außerdem schlagen Final Girls ihre Gegner in der Regel nicht durch körperliche Überlegenheit, sondern unter anderem durch ihr Durchhaltevermögen und ihre Willenskraft. So bringt der fiktive Serienmörder Freddy Krueger das von Heather Langenkamp gespielte Final Girl Nancy Thompson gleich mehrfach in Lebensgefahr, wobei es ihm jedoch nicht gelingt, sie zu töten.

## Weiterentwicklung
Obwohl das Phänomen des Final Girls traditionell dem Horrorfilm, insbesondere dem Slasher, angehörte, zeichnen sich vielfältige Innovationen ab. So gibt beispielsweise Alexandre Aja seiner Marie (Cécile de France) in High Tension (2003) zusätzliche Facetten, indem sie als lesbisch dargestellt wird – und sich am Ende gar als schizophrene Täterin herausstellt. Katniss Everdeen (Jennifer Lawrence) aus der Science-Fiction-Filmreihe Die Tribute von Panem (ab 2014) wird durch die ihr zugedachte Rolle zur politisch motivierten Widerstandskämpferin.
Auch in dem schwedisch-amerikanischen schwarzhumorigen Horror-Mystery-Thriller Midsommar aus dem Jahr 2019 emanzipiert sich das Final Girl, Dani, von ihrer ursprünglichen Rolle als tugendhaft-duldsame Partnerin. Am Ende überlebt sie ihren Freund nicht nur, sondern opfert ihn sogar aus freien Stücken, wobei sie ihn gleichzeitig für seine Untreue und Lieblosigkeit bestraft.

## Beispiele
Zu den bekannteren Final Girls, die von Kritikern explizit in ihrer Funktion als solche erwähnt wurden zählen (unter anderem):
| Film                                       | Darstellerin         | Figur           | Regie                    | Jahr               | Beleg                         |
| ------------------------------------------ | -------------------- | --------------- | ------------------------ | ------------------ | ----------------------------- |
| The Texas Chain Saw Massacre               | Marilyn Burns        | Sally Hardesty  | Tobe Hooper              | USA, 1974          | [ 3 ] [ 7 ] [ 8 ] [ 9 ]       |
| Jessy – Die Treppe in den Tod              | Olivia Hussey        | Jessy Bradford  | Bob Clark                | CAN, 1974          | [ 9 ]                         |
| Halloween-Filmreihe                        | Jamie Lee Curtis     | Laurie Strode   | John Carpenter (1. Film) | USA, ab 1978       | [ 1 ] [ 2 ] [ 3 ] [ 8 ] [ 9 ] |
| Suspiria                                   | Jessica Harper       | Suzy Banyon     | Dario Argento            | IT, 1977           | [ 3 ]                         |
| Alien-Filmreihe                            | Sigourney Weaver     | Ellen Ripley    | Ridley Scott (1. Film)   | USA/GB, ab 1979    | [ 3 ] [ 8 ] [ 9 ]             |
| A Nightmare on Elm Street                  | Heather Langenkamp   | Nancy Thompson  | Wes Craven               | USA, 1984          | [ 3 ] [ 4 ] [ 8 ] [ 9 ]       |
| Hellraiser – Das Tor zur Hölle             | Ashley Laurence      | Kirsty Cotton   | Clive Barker             | USA, 1987          | [ 9 ]                         |
| Scream-Filmreihe                           | Neve Campbell        | Sidney Prescott | Wes Craven (Film 1–4)    | USA, ab 1996       | [ 3 ] [ 4 ] [ 9 ] [ 10 ]      |
| Ich weiß, was du letzten Sommer getan hast | Jennifer Love Hewitt | Julie James     | Jim Gillespie            | USA, 1997          | [ 3 ] [ 11 ]                  |
| Düstere Legenden                           | Alicia Witt          | Natalie Simon   | Jamie Blanks             | USA, 1998          | [ 11 ]                        |
| Final Destination                          | Ali Larter           | Clear Rivers    | James Wong               | USA, 2000          | [ 12 ]                        |
| High Tension                               | Cécile de France     | Marie           | Alexandre Aja            | F, 2002            | [ 13 ]                        |
| The Descent – Abgrund des Grauens          | Shauna Macdonald     | Sarah Carter    | Neil Marshall            | GB, 2005           | [ 9 ]                         |
| Triangle – Die Angst kommt in Wellen       | Melissa George       | Jess            | Christopher Smith        | AUS/GB, 2009       | [ 13 ]                        |
| The Cabin in the Woods                     | Kristen Connolly     | Dana Polk       | Drew Goddard             | USA, 2012          | [ 3 ] [ 7 ] [ 9 ] [ 13 ]      |
| Don’t Breathe                              | Jane Levy            | Rocky           | Fede Álvarez             | USA, 2016          | [ 3 ] [ 7 ]                   |
| Midsommar                                  | Florence Pugh        | Dani            | Ari Aster                | USA/Schweden, 2019 | [ 4 ] [ 6 ]                   |